# Fórum da Maia
O Fórum da Maia, localizado na cidade com o mesmo nome, é um centro dedicado à cultura de iniciativa autárquica. É dotado de uma área coberta de 13.000 metros quadrados e compõe-se de três zonas, com vocações distintas mas complementares:
- Zona de Auditórios,
- Zona de museu e Exposições
- Zona de Biblioteca e Arquivo Municipal.

Comporta dois auditórios, o maior com capacidade para 740 pessoas e um menor, capaz de albergar 145 pessoas. O Fórum recebe anualmente a exposição mundial da World Press Photo.
A Biblioteca Municipal da Maia encontra-se instalada na ala norte do edifício do Fórum da Maia. Foi inaugurada a 13 de Dezembro de 1994 pelo então Secretário de Estado da Cultura, Dr. Pedro Santana Lopes.